# Sächsischer Landespokal 2023/24
Der Sächsische Landespokal 2023/24 war die 34. Austragung des Sächsischen Landespokals (Sponsorenname: Wernesgrüner Sachsenpokal) der Männer im Amateurfußball. Der Landespokalsieger ist für den DFB-Pokal 2024/25 qualifiziert.
Titelverteidiger ist der 1. FC Lokomotive Leipzig.

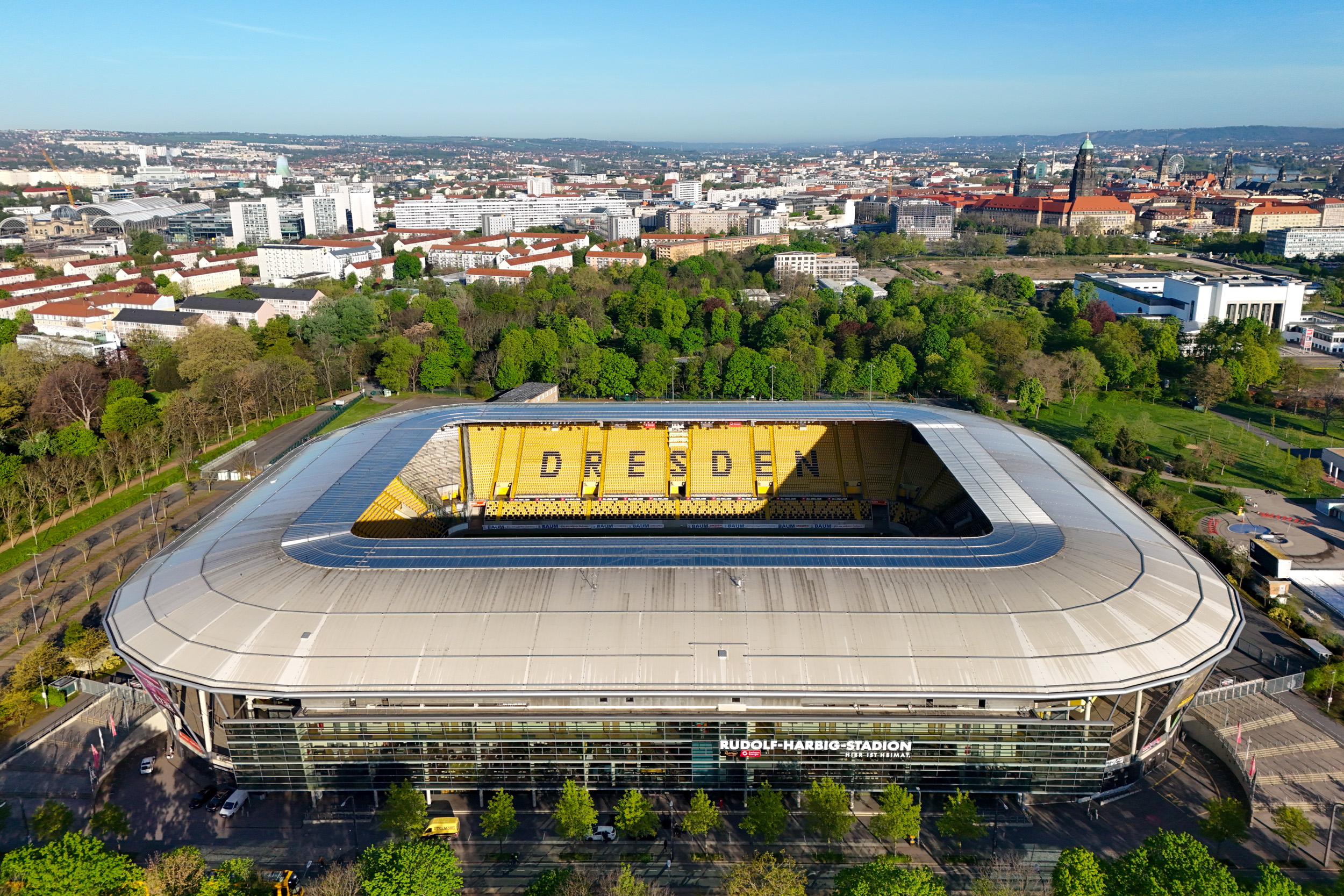
Rudolf-Harbig-Stadion Dresden, 2024

## Teilnehmende Mannschaften
Für den Sächsischen Landespokal 2023/24 qualifizieren sich alle sächsischen Mannschaften der 3. Liga 2023/24, der Regionalliga Nordost 2023/24, der Oberliga Nordost 2023/24, der Sachsenliga 2023/24, der Landesklasse Sachsen 2023/24 und die dreizehn Kreis- bzw. Stadtpokalsieger der Saison 2022/23. Falls ein Kreis- bzw. Stadtpokalsieger in die Landesklasse aufgestiegen ist und dadurch die Qualifikation auch über die Ligazugehörigkeit erreicht hat, rückt der unterlegene Finalist nach. Ist auch dieser in die Landesklasse aufgestiegen, rückt der drittplatzierte Verein nach, wobei der jeweilige Kreis- bzw. Stadtverband festlegt, wie dieser ermittelt wird. Zweite Mannschaften sind von der Teilnahme ausgeschlossen; gewinnt eine Zweitvertretung einen Kreis- bzw. Stadtpokal, geht das Startrecht auf die erste Mannschaft des betreffenden Vereins über. Ist diese bereits über ihre Ligazugehörigkeit für den Landespokal oder den DFB-Pokal qualifiziert, rückt der unterlegene Finalist nach.
Die folgende Übersicht listet alle Vereine auf, die sportlich für den Landespokal qualifiziert sind:
| 3. Liga 2023/24 (III) | Regionalliga Nordost 2023/24 (IV) | Oberliga Nordost 2023/24 (V) | Sachsenliga 2023/24 (VI) | Sachsenliga 2023/24 (VI) |
| --- | --- | --- | --- | --- |
| SG Dynamo Dresden FC Erzgebirge Aue | FSV Zwickau 1. FC Lokomotive Leipzig BSG Chemie Leipzig Chemnitzer FC FC Eilenburg | Bischofswerdaer FV 08 VFC Plauen FSV Budissa Bautzen VfB Auerbach SC Freital FC Grimma FSV Motor Marienberg | FC Oberlausitz Neugersdorf SSV Markranstädt SG Taucha 99 VfB Empor Glauchau SG Handwerk Rabenstein VfB Fortuna Chemnitz Radebeuler BC 08 FV Dresden 06 Laubegast | Radefelder SV 90 FC 1910 Lößnitz VfL Pirna-Copitz 07 BSC Rapid Chemnitz Kickers 94 Markkleeberg Reichenbacher FC SG Motor Wilsdruff SC Borea Dresden |
| Landesklasse Sachsen 2023/24 (VII) | Landesklasse Sachsen 2023/24 (VII) | Landesklasse Sachsen 2023/24 (VII) | Landesklasse Sachsen 2023/24 (VII) | Kreispokalsieger 2022/23 |
| - Staffel Nord: FC Blau-Weiß Leipzig VfB Zwenkau 02 SV Tapfer 06 Leipzig FSV Krostitz SV Lipsia 93 Eutritzsch SC Hartenfels Torgau 04 Roter Stern Leipzig 99 Bornaer SV 91 SG Rotation Leipzig 1950 SV Panitzsch/Borsdorf ATSV „Frisch Auf“ Wurzen SV Liebertwolkwitz ESV Delitzsch SV Concordia Schenkenberg SV Leipzig-Lindenau 1848 SV Naunhof 1920 | - Staffel West: SV Merkur 06 Oelsnitz ESV Lokomotive Zwickau VfB Auerbach 1906 II (nicht teilnahmeberechtigt) SV Tanne Thalheim Oberlungwitzer SV SV Eiche Reichenbrand VfB Annaberg 09 Meeraner SV SV Blau-Gelb Mülsen SV Auerhammer FC Concordia Schneeberg TSV IFA Chemnitz (verzichtete) FC Stollberg SC Syrau 1919 FSV Limbach-Oberfrohna TSV 1848 Flöha | - Staffel Mitte: Großenhainer FV 90 SC Freital II (nicht teilnahmeberechtigt) BSG Stahl Riesa HFC Colditz BSC Freiberg Heidenauer SV Hartmannsdorfer SV Empor SV Germania Mittweida Meißner SV 08 1. FC Pirna SV Fortuna Langenau FV Gröditz 1911 SC 1999 Altmittweida TuS Weinböhla SG Kesselsdorf TSV Cossebaude | - Staffel Ost: FSV Oderwitz 02 SG Dresden Striesen FV Eintracht Niesky TSV Rotation Dresden 1990 FSV 1990 Neusalza-Spremberg Hoyerswerdaer FC Dresdner SC 1898 Königswarthaer SV VfB Weißwasser 1909 SG Crostwitz 1981 Radeberger SV SV Wesenitztal BSV 68 Sebnitz SG Weixdorf FV Blau-Weiß Zschachwitz SV Post Germania Bautzen | - Chemnitz: SG Adelsberg (VIII) - Dresden: Post SV Dresden (VIII) 1 - Erzgebirge: VfB Grünhain-Beierfeld (IX) 2 - Leipzig: SG Olympia 1896 Leipzig (VIII) 3 - Meißen: Lommatzscher SV (VIII) - Mittelsachsen: CSV 61 Conradsdorf (X) 4 - Muldental/Leipziger Land: Roßweiner SV (VIII) - Nordsachsen: SV Naundorf (VIII) 5 - Oberlausitz: LSV Friedersdorf (VIII) - Sächsische Schweiz/Osterzgebirge: SSV Neustadt/Sachsen (VIII) 6 - Vogtland: VfB Schöneck 1912 (VIII) - Westlausitz: DJK Sokol Ralbitz/Horka (VIII) 7 - Zwickau: TSV Crossen (VIII) |

## Modus
Der Sächsische Landespokal wird im K.-o.-Modus ausgetragen; im Falle eines Unentschiedens nach 90 Minuten folgen Verlängerung und Elfmeterschießen. Die Paarungen werden vor jeder Runde ausgelost. Heimrecht hat stets die klassentiefere Mannschaft, sonst entscheidet die Reihenfolge der Ziehung bei der Auslosung (die Mannschaft mit Heimrecht kann allerdings zugunsten der anderen Mannschaft auf das Heimrecht verzichten). In der 1. und 2. Hauptrunde können die über die Kreispokale qualifizierten Mannschaften nicht gegeneinander spielen. Das Heimrecht im Finale wird für den Fall einer Paarung aus zwei gleichklassigen Mannschaften separat ausgelost.
Die qualifizierten Mannschaften steigen je nach Ligazugehörigkeit gestaffelt in den Wettbewerb ein: In der 1. Hauptrunde spielen zunächst nur die über die Oberliga, die Sachsenliga, die Landesklasse und die Kreispokale qualifizierten Mannschaften, wobei hier 13 Freilose vergeben werden. Die Regionalligisten sind für die 2. Hauptrunde, die Drittligisten für die 3. Hauptrunde gesetzt.

## 1. Hauptrunde
Am 3. Juli 2023 wurde die 1. Hauptrunde im Wernesgrüner Sachsenpokal ausgelost. Gespielt wird die 1. Hauptrunde am Wochenende 11. – 13. August 2023.

| Datum      |                                     | Ergebnis              |                                   |
| ---------- | ----------------------------------- | --------------------- | --------------------------------- |
| 11.08.2023 | Radebeuler BC 08 (VI)               | 1:2                   | Bischofswerdaer FV 08 (V)         |
| 12.08.2023 | FV Eintracht Niesky (VII)           | 2:1                   | SC Borea Dresden (VI)             |
| 12.08.2023 | VfB Schöneck 1912 (VIII)            | 2:0                   | SV Lipsia 93 Eutritzsch (VII)     |
| 12.08.2023 | Radefelder SV 90 (VI)               | 0:6                   | VFC Plauen (V)                    |
| 12.08.2023 | SV Concordia Schenkenberg (VII)     | 1:2 n. V.             | SG Taucha 99 (VI)                 |
| 12.08.2023 | SV Naunhof 1920 (VII)               | 2:1 n. V.             | FSV Limbach-Oberfrohna (VII)      |
| 12.08.2023 | VfB Annaberg 09 (VII)               | 0:6                   | FC Grimma (V)                     |
| 12.08.2023 | SV Naundorf (VIII)                  | 0:4                   | FC 1910 Lößnitz (VI)              |
| 12.08.2023 | Lommatzscher SV (VIII)              | 1:3                   | BSV 68 Sebnitz (VII)              |
| 12.08.2023 | CSV 61 Conradsdorf (X)              | 0:1                   | Dresdner SC 1898 (VII)            |
| 12.08.2023 | SG Adelsberg (VIII)                 | 2:1                   | FC Concordia Schneeberg (VII)     |
| 12.08.2023 | SC Hartenfels Torgau 04 (VII)       | 1:5                   | ESV Lokomotive Zwickau (VII)      |
| 12.08.2023 | FC Blau-Weiß Leipzig (VII)          | 2:1                   | SV Liebertwolkwitz (VII)          |
| 12.08.2023 | SV Panitzsch/Borsdorf 1920 (VII)    | 2:1                   | SV Eiche Reichenbrand (VII)       |
| 12.08.2023 | VfB Zwenkau 02 (VII)                | 3:0                   | FC Stollberg (VII)                |
| 12.08.2023 | FSV Krostitz (VII)                  | 2:2 n. V. (2:0 i. E.) | SV Tanne Thalheim (VII)           |
| 12.08.2023 | Großenhainer FV 1990 (VII)          | 2:5                   | SC Freital (V)                    |
| 12.08.2023 | Hartmannsdorfer SV Empor 1922 (VII) | 0:6                   | SG Motor Wilsdruff (VI)           |
| 12.08.2023 | FSV Oderwitz 02 (VII)               | 2:0                   | BSC Freiberg (VII)                |
| 12.08.2023 | Heidenauer SV (VII)                 | 1:3                   | SV Wesenitztal (VII)              |
| 12.08.2023 | Radeberger SV (VII)                 | 4:2                   | SV Germania Mittweida (VII)       |
| 12.08.2023 | Königswarthaer SV (VII)             | 0:6                   | FV Dresden 06 Laubegast (VI)      |
| 13.08.2023 | Post SV Dresden (VIII)              | 6:3                   | Hoyerswerdaer FC (VII)            |
| 13.08.2023 | LSV Friedersdorf (VIII)             | 2:9                   | BSG Stahl Riesa (VII)             |
| 13.08.2023 | Roßweiner SV (VIII)                 | 1:0                   | ESV Delitzsch (VII)               |
| 13.08.2023 | TSV Crossen (VIII)                  | 0:3                   | VfB Fortuna Chemnitz (VI)         |
| 13.08.2023 | VfB Grünhain-Beierfeld (IX)         | 0:3                   | Oberlungwitzer SV (VII)           |
| 13.08.2023 | DJK Sokol Ralbitz/Horka (VIII)      | 0:1                   | TuS Weinböhla (VII)               |
| 13.08.2023 | SG Olympia 1896 Leipzig (VIII)      | 3:5                   | Roter Stern Leipzig 99 (VII)      |
| 13.08.2023 | Meeraner SV (VII)                   | 1:3                   | HFC Colditz (VII)                 |
| 13.08.2023 | SG Rotation Leipzig 1950 (VII)      | 4:3                   | Kickers 94 Markkleeberg (VI)      |
| 13.08.2023 | SV Auerhammer 1920 (VII)            | 0:1 n. V.             | SV Leipzig-Lindenau 1848 (VII)    |
| 13.08.2023 | SV Tapfer 06 Leipzig (VII)          | 0:5                   | Reichenbacher FC (VI)             |
| 13.08.2023 | ATSV „Frisch Auf“ Wurzen (VII)      | 0:8                   | SG Handwerk Rabenstein (VI)       |
| 13.08.2023 | BSC Rapid Chemnitz (VI)             | 1:3                   | VfB Empor Glauchau (VI)           |
| 13.08.2023 | SV Fortuna Langenau (VII)           | 0:6                   | FSV Budissa Bautzen (V)           |
| 13.08.2023 | SG Kesselsdorf (VII)                | 7:1                   | VfB Weißwasser 1909 (VII)         |
| 13.08.2023 | TSV Cossebaude (VII)                | 3:2                   | Meißner SV 08 (VII)               |
| 13.08.2023 | 1. FC Pirna (VII)                   | 1:3                   | SC 1999 Altmittweida (VII)        |
| 13.08.2023 | SG Weixdorf (VII)                   | 3:2 n. V.             | FC Oberlausitz Neugersdorf (VI)   |
| 13.08.2023 | TSV 1848 Flöha (VII)                | 0:3                   | FSV 1990 Neusalza-Spremberg (VII) |
| 15.08.2023 | SSV Neustadt/Sachsen (VIII)         | 0:1                   | SV Post Germania Bautzen (VII)    |

Freilose:
- FSV Motor Marienberg (V)
- VfB Auerbach 1906 (V)
- SSV Markranstädt (VI)
- VfL Pirna-Copitz 07 (VI)
- Bornaer SV 91 (VII)
- FV Blau-Weiß Zschachwitz (VII)
- FV Gröditz 1911 (VII)
- SC Syrau 1919 (VII)
- SG Crostwitz 1981 (VII)
- SG Dresden Striesen (VII)
- SV Blau-Gelb Mülsen (VII)
- SV Merkur 06 Oelsnitz/V. (VII)
- TSV Rotation Dresden 1990 (VII)

## 2. Hauptrunde
Beim Bornaer SV wurde am 19. August 2023 von den Losfeen Jessica Pilz (Spielerin des Bornaer SV) und Oliver Urban (OB Stadt Borna) die 2. Runde im Wernesgrüner Sachsenpokal ausgelost. Direkt im Anschluss an die Landesklassepartie zwischen dem Bornaer SV und dem VfB Zwenkau (0:2) zogen die beiden Losfeen die 30 Begegnungen der 2. Runde (9./10. September), in der auch die Regionalligisten ins Geschehen eingreifen.

| Datum      |                                  | Ergebnis              |                                   |
| ---------- | -------------------------------- | --------------------- | --------------------------------- |
| 08.09.2023 | BSG Chemie Leipzig (IV)          | 2:0                   | FSV Krostitz (VII) 8              |
| 08.09.2023 | SG Motor Wilsdruff (VI)          | 1:4                   | VFC Plauen (V)                    |
| 09.09.2023 | SV Panitzsch/Borsdorf 1920 (VII) | 0:3                   | Bischofswerdaer FV 08 (V)         |
| 09.09.2023 | Roßweiner SV (VIII)              | 0:5                   | FSV Zwickau (IV)                  |
| 09.09.2023 | SSV Markranstädt (VI)            | 2:1                   | FSV Motor Marienberg (V)          |
| 09.09.2023 | SV Naunhof 1920 (VII)            | 0:2                   | SG Taucha 99 (VI)                 |
| 09.09.2023 | BSV 68 Sebnitz (VII)             | 0:10                  | FC Eilenburg (IV)                 |
| 09.09.2023 | SG Adelsberg (VIII)              | 1:4                   | FC 1910 Lößnitz (VI)              |
| 09.09.2023 | VfB Schöneck 1912 (VIII)         | 5:0                   | SG Crostwitz 1981 (VII)           |
| 09.09.2023 | VfB Zwenkau 02 (VII)             | 3:1                   | TSV Rotation Dresden 1990 (VII)   |
| 09.09.2023 | BSG Stahl Riesa (VII)            | 6:2                   | Reichenbacher FC (VI)             |
| 09.09.2023 | SV Post Germania Bautzen (VII)   | 1:2 n. V.             | VfB Fortuna Chemnitz (VI)         |
| 09.09.2023 | SG Dresden Striesen (VII)        | 1:5                   | FSV Oderwitz 02 (VII)             |
| 09.09.2023 | Bornaer SV 91 (VII)              | 3:7                   | FV Dresden 06 Laubegast (VI)      |
| 09.09.2023 | FC Blau-Weiß Leipzig (VII)       | 0:3                   | VfB Empor Glauchau (VI)           |
| 09.09.2023 | Radeberger SV (VII)              | 0:2                   | SG Weixdorf (VII)                 |
| 09.09.2023 | FV Gröditz 1911 (VII)            | 0:9                   | SG Handwerk Rabenstein (VI)       |
| 09.09.2023 | FV Blau-Weiß Zschachwitz (VII)   | 5:1                   | Oberlungwitzer SV (VII)           |
| 09.09.2023 | TuS Weinböhla (VII)              | 0:9                   | SC Freital (V)                    |
| 10.09.2023 | FV Eintracht Niesky (VII)        | 5:1                   | SV Wesenitztal (VII)              |
| 10.09.2023 | Post SV Dresden (VIII)           | 0:2                   | Dresdner SC 1898 (VII)            |
| 10.09.2023 | SC 1999 Altmittweida (VII)       | 2:2 n. V. (3:5 i. E.) | FSV 1990 Neusalza-Spremberg (VII) |
| 10.09.2023 | SV Merkur 06 Oelsnitz/V. (VII)   | 0:8                   | Chemnitzer FC (IV)                |
| 10.09.2023 | HFC Colditz (VII)                | 2:3                   | FC Grimma (V)                     |
| 10.09.2023 | TSV Cossebaude (VII)             | 1:4 n. V.             | VfL Pirna-Copitz 07 (VI)          |
| 10.09.2023 | SG Kesselsdorf (VII)             | 4:3                   | Roter Stern Leipzig 99 (VII)      |
| 10.09.2023 | ESV Lokomotive Zwickau (VII)     | 0:2                   | SC Syrau 1919 (VII)               |
| 10.09.2023 | SV Blau-Gelb Mülsen (VII)        | 0:4                   | VfB Auerbach 1906 (V)             |
| 10.09.2023 | SV Leipzig-Lindenau 1848 (VII)   | 1:2                   | SG Rotation Leipzig 1950 (VII)    |
| 10.09.2023 | FSV Budissa Bautzen (V)          | 0:1                   | 1. FC Lokomotive Leipzig (IV)     |

## 3. Hauptrunde
Am 11. September 2023 wurden die Spiele der 3. Runde ausgelost. Im Jahr der Schiedsrichter zog „Losfee“ Arian Hamzehian (RB Leipzig) die Lose aus der Trommel.
 Gespielt wird am 14./15. sowie am 31. Oktober 2023.
| Datum      |                                   | Ergebnis              |                               |
| ---------- | --------------------------------- | --------------------- | ----------------------------- |
| 13.10.2023 | SSV Markranstädt (VI)             | 2:1                   | VfL Pirna-Copitz 07 (VI)      |
| 14.10.2023 | FV Blau-Weiß Zschachwitz (VII)    | 0:7                   | VFC Plauen (V)                |
| 14.10.2023 | Dresdner SC 1898 (VII)            | 0:2                   | VfB Auerbach 1906 (V)         |
| 14.10.2023 | SC Syrau 1919 (VII)               | 0:7                   | SG Handwerk Rabenstein (VI)   |
| 14.10.2023 | FSV Oderwitz 02 (VII)             | 1:4                   | SC Freital (V)                |
| 14.10.2023 | Bischofswerdaer FV 08 (V)         | 4:2 n. V.             | Chemnitzer FC (IV)            |
| 14.10.2023 | VfB Zwenkau 02 (VII)              | 0:4                   | FC Grimma (V)                 |
| 15.10.2023 | FSV 1990 Neusalza-Spremberg (VII) | 2:2 n. V. (3:4 i. E.) | VfB Empor Glauchau (VI)       |
| 15.10.2023 | SG Kesselsdorf (VII)              | 0:5                   | FC Eilenburg (IV)             |
| 15.10.2023 | SG Rotation Leipzig 1950 (VII)    | 1:3                   | FC 1910 Lößnitz (VI)          |
| 15.10.2023 | SG Weixdorf (VII)                 | 0:2                   | FSV Zwickau (IV)              |
| 15.10.2023 | VfB Fortuna Chemnitz (VI)         | 1:1 n. V. (4:3 i. E.) | FV Dresden 06 Laubegast (VI)  |
| 15.10.2023 | SG Taucha 99 (VI)                 | 0:3                   | 1. FC Lokomotive Leipzig (IV) |
| 31.10.2023 | FV Eintracht Niesky (VII)         | 0:8                   | SG Dynamo Dresden (III)       |
| 31.10.2023 | BSG Stahl Riesa (VII)             | 0:4                   | FC Erzgebirge Aue (III)       |
| 31.10.2023 | VfB Schöneck 1912 (VIII)          | 0:6                   | BSG Chemie Leipzig (IV)       |

## Achtelfinale
Am 15. Oktober 2023 wurden die Spiele der Achtelfinale ausgelost. Losfee-Duo waren zwei Talente vom DFB-Stützpunkt Leipzig.
 Gespielt wird am 18./19. sowie am 22. November 2023.
| Datum      |                               | Ergebnis              |                           |
| ---------- | ----------------------------- | --------------------- | ------------------------- |
| 17.11.2023 | SC Freital (V)                | 3:1                   | FC Grimma (V)             |
| 17.11.2023 | SSV Markranstädt (VI)         | 0:1                   | FC Erzgebirge Aue (III)   |
| 18.11.2023 | FC 1910 Lößnitz (VI)          | 1:1 n. V. (3:4 i. E.) | VfB Fortuna Chemnitz (VI) |
| 18.11.2023 | SG Handwerk Rabenstein (VI)   | 0:5                   | Bischofswerdaer FV 08 (V) |
| 18.11.2023 | 1. FC Lokomotive Leipzig (IV) | 2:0                   | FC Eilenburg (IV)         |
| 18.11.2023 | VFC Plauen (V)                | 2:1                   | BSG Chemie Leipzig (IV)   |
| 19.11.2023 | VfB Auerbach 1906 (V)         | 0:2                   | FSV Zwickau (IV)          |
| 22.11.2023 | VfB Empor Glauchau (VI)       | 0:4                   | SG Dynamo Dresden (III)   |

## Viertelfinale
Am 9. Dezember 2023 wurde das Viertelfinale in der Halbzeitpause der Regionalligapartie zwischen dem FSV Zwickau und dem 1. FC Lokomotive Leipzig ausgelost.
 Gespielt wird am Wochenende 23./24. März 2024.
| Datum      |                           | Ergebnis              |                               |
| ---------- | ------------------------- | --------------------- | ----------------------------- |
| 23.03.2024 | SC Freital (V)            | 0:2                   | FC Erzgebirge Aue (III)       |
| 23.03.2024 | Bischofswerdaer FV 08 (V) | 3:2 n. V.             | 1. FC Lokomotive Leipzig (IV) |
| 24.03.2024 | VfB Fortuna Chemnitz (VI) | 1:4                   | FSV Zwickau (IV)              |
| 24.03.2024 | VFC Plauen (V)            | 1:1 n. V. (5:6 i. E.) | SG Dynamo Dresden (III)       |

## Halbfinale
In der Halbzeitpause der Viertelfinalpartie zwischen Plauen und Dresden wurde das Halbfinale ausgelost. Ebenfalls wurde das Heimrecht für das Finale ausgelost. Gewonnen hat das Halbfinale 2 (FSV Zwickau – SG Dynamo Dresden), vorausgesetzt im Endspiel stehen zwei Mannschaften aus derselben Liga, sonst hat wie gewohnt das unterklassigere Team Heimrecht.
 Gespielt werden die Halbfinals unter der Woche im April.
| Datum      |                           | Ergebnis |                         |
| ---------- | ------------------------- | -------- | ----------------------- |
| 16.04.2024 | Bischofswerdaer FV 08 (V) | 0:4      | FC Erzgebirge Aue (III) |
| 24.04.2024 | FSV Zwickau (IV)          | 1:2      | SG Dynamo Dresden (III) |

## Finale
| SG Dynamo Dresden                                            | SG Dynamo Dresden | FC Erzgebirge Aue | FC Erzgebirge Aue |
| ------------------------------------------------------------ | --- | --- | ----------------- |
| SG Dynamo Dresden                                            | \| 25. Mai 2024 um 15:45 Uhr in Dresden (Rudolf-Harbig-Stadion) \| \| Ergebnis: 2:0 n. V. \| \| Zuschauer: 27.159 \| \| Schiedsrichter: Michael Näther (SV Haselbachtal) \| \| Spielbericht \| | \| 25. Mai 2024 um 15:45 Uhr in Dresden (Rudolf-Harbig-Stadion) \| \| Ergebnis: 2:0 n. V. \| \| Zuschauer: 27.159 \| \| Schiedsrichter: Michael Näther (SV Haselbachtal) \| \| Spielbericht \| | FC Erzgebirge Aue |
| SG Dynamo Dresden                                            | Daniel Mesenhöler – Lars Bünning (73. Emil Zeil), Kevin Ehlers, Jakob Lewald, Claudio Kammerknecht – Paul Will, Niklas Hauptmann (103. Tony Menzel), Jonas Oehmichen (68. Luca Herrmann) – Tom Zimmerschied (46. Panagiotis Vlachodimos), Jakob Lemmer, Stefan Kutschke (73. Robin Meißner) Cheftrainer: Heiko Scholz | Martin Männel – Steffen Nkansah, Niko Vukančić, Kilian Jakob (111. Finn Hetzsch), Franco Schädlich (46. Ramzi Ferjani) – Erik Majetschak, Mirnes Pepić, Borys Taschtschy – Sean Seitz (80. Korbinian Burger), Marvin Stefaniak, Steffen Meuer (66. Maximilian Thiel, 90. Joshua Schwirten) Cheftrainer: Pavel Dotchev | FC Erzgebirge Aue |
| SG Dynamo Dresden                                            | 1:0 Vlachodimos (111.) 2:0 Vlachodimos (117.) | | FC Erzgebirge Aue |
| SG Dynamo Dresden                                            | Stefan Kutschke (33.), Luca Herrmann (70.), Paul Will (73.) | Boris Tashchy (33.), Niko Vukančić (35.), Erik Majetschak (55.) | FC Erzgebirge Aue |
| 25. Mai 2024 um 15:45 Uhr in Dresden (Rudolf-Harbig-Stadion) | | |                   |
| Ergebnis: 2:0 n. V.                                          | | |                   |
| Zuschauer: 27.159                                            | | |                   |
| Schiedsrichter: Michael Näther (SV Haselbachtal)             | | |                   |
| Spielbericht                                                 | | |                   |